# Alhaurín el Grande
Alhaurín el Grande és un municipi d'Andalusia, a la província de Màlaga.

## Barriades i Pedanies
Està format per les barriades del Chorro, el Bajondillo, San Isidro, la Fama y la Paca, i la Pedania de Villafranco del Guadalhorce i altres com "El huerto sopa", "El huerto Mateo", "La huerta de Burgos" i "Las huertas altas".

## Personatges
- Antonio Tejero, Guardia Civil líder dels colpistes del 23-F (1932-).
- Gerald Brenan, va morir a Alhaurín el Grande.
- Juan Martín Serón, primer alcalde en la història d'Alhaurín el Grande en ser processat per corrupció urbanística, cèlebre per frases com "Habré podido meter la pata, pero no la mano", "Eso es lo que está consiguiendo la república bananera de Zapatero".